# Navas del Rey
Navas del Rey – miasto w Hiszpanii w zachodniej części wspólnoty autonomicznej Madryt, 55 km od Madrytu. Jest to miejscowość turystyczno-wypoczynkowa. Leży pomiędzy górami Sierra de Guadarrama i Sierra de Gredos. W okolicach miasteczka występuje wiele gatunków roślin chronionych, a także unikatowe gatunki zwierząt zagrożone zaginięciem takie jak: bocian czarny czy orzeł cesarski.